# Paolo Nuzzi
Paolo Nuzzi (Napoli, 2 dicembre 1929 – Roma, 10 marzo 2018) è stato un regista e sceneggiatore italiano.

## Biografia
Nuzzi collaborò agli inizi della sua carriera con Federico Fellini: fu assistente alla scenografia per La strada (1954), assistente alla regia per Il bidone (1955), assistente alla produzione per Le notti di Cabiria (1957) e primo assistente alla regia per La dolce vita (1960).
Dopo aver diretto alcune mini-serie TV e documentari si presentò sul grande schermo nel 1974 con l'opera prima Il piatto piange, tratto dall'omonimo romanzo di Piero Chiara. Il film, una co-produzione italo-francese, fu prodotto da Leo Pescarolo per la Clodio Cinematografica e distribuito dall'Euro International Film, vede come interpreti Aldo Maccione, Agostina Belli, Andréa Ferréol, Erminio Macario, Claudio Gora e Bernard Blier. Quasi interamente girato sul lago d'Orta (Orta San Giulio) in Piemonte, il film ricostruiva la vita di provincia negli anni del fascismo. 
Nel 1976 girò Giovannino, tratto dal romanzo omonimo di Ercole Patti, interpretato tra gli altri da Christian De Sica, Maria Mercader, Jenny Tamburi e Miguel Bosè.
Assieme ad alcuni giovani registi, nel 1963 prese parte al film zavattiniano a episodi I misteri di Roma. 
Amico di Cesare Zavattini, alla sua morte (1989) si dedicò con Arturo, figlio dell'artista luzzarese, alla sistemazione delle carte dell'archivio zavattiniano in vista del trasferimento del medesimo presso la Biblioteca Panizzi del Comune di Reggio Emilia.

## Filmografia
- Ecco il finimondo (1964) - documentario
- I misteri di Roma (1966) - documentario
- I giovedì della signora Giulia (1970) - miniserie TV, 5 episodi
- Qualcuno bussa alla porta (1970) - serie TV, 1 episodio
- La donna scomparsa (1970) - documentario
- Il carcerato (1971) - miniserie TV, 3 episodi
- Il piatto piange (1974)
- Giovannino (1976)